# Birrwil
Birrwil (in der lokalen schweizerdeutschen Mundart ˈberbʊ) ist eine Einwohnergemeinde im Schweizer Kanton Aargau. Sie gehört zum Bezirk Kulm und liegt im Seetal am Westufer des Hallwilersees.

## Geographie
Das Dorf liegt auf vier lang gezogenen, schmalen Terrassen an den steilen Osthängen der Eichhalde (771 m ü. M.) und des Güggelibergs (752 m ü. M.), rund 70 bis 150 Höhenmeter über dem Seespiegel. Zwischen den beiden Hügeln erstreckt sich eine kleine Hochebene, die im Westen durch den fast kreisrunden Tätschbüel-Hügel (715 m ü. M.) begrenzt wird. Das Ufer des Hallwilersees ist mit Ausnahme des Weilers «Am See» weitgehend unverbaut. Ganz im Nordosten, in der Nähe von Alliswil, liegt der Weiler Schwaderhof.
Die Fläche des Gemeindegebiets beträgt 341 Hektaren, davon sind 97 Hektaren bewaldet und 51 Hektaren überbaut. Der höchste Punkt befindet sich auf 771 Metern auf der Eichhalde, der tiefste auf 449 Metern am Seeufer. Nachbargemeinden sind Leutwil im Nordwesten, Boniswil im Norden, Meisterschwanden im Osten, Beinwil am See im Süden, Reinach im Südwesten und Zetzwil im Westen.

## Geschichte
Vereinzelte Funde zeugen von einer Besiedlung während der Jungsteinzeit. Der Ostabhang des Hombergs scheint auch während der Römerzeit besiedelt gewesen zu sein, wie Funde von Mauerresten, Ziegelstempeln und einer Münze des Kaisers Claudius Gothicus (ca. 270 n. Chr.) beweisen. Gegründet wurde das Dorf von den Alamannen, wovon noch einzelne Bodenfunde zeugen. Die erste urkundliche Erwähnung von Beriuuillare erfolgte im Jahr 1185. Der Ortsname geht auf das althochdeutsche Berinwilari zurück, was «Hofsiedlung des Bero» bedeutet.
Im Mittelalter lag das Dorf im Herrschaftsbereich der Grafen von Lenzburg, ab 1173 in jenem der Grafen von Kyburg. Nachdem diese ausgestorben waren, übernahmen die Habsburger 1273 die Landesherrschaft und die Blutgerichtsbarkeit. Im Namen dieser Adelshäuser herrschten die Herren von Birrwil über das Dorf. Das seit 1185 bezeugte Geschlecht besass lediglich lokale Bedeutung und starb 1331 aus, von ihrer Burg ist nichts erhalten geblieben. Ab 1326 übten die jeweiligen Besitzer von Schloss Liebegg bei Gränichen die niedere Gerichtsbarkeit aus. Den Herren von Hallwyl gehörte ein kleines Uferstück (Dingstätte), wie eine Urkunde von 1419 bezeugt. Hier tagte das Seegericht über den Hallwilersee.

Luftansicht (1964)

1415 eroberten die Eidgenossen den Aargau. Birrwil gehörte nun zum Untertanengebiet der Stadt Bern, dem so genannten Berner Aargau. Das Dorf bildete einen Gerichtsbezirk im Amt Lenzburg. 1528 führten die Berner die Reformation ein. Während des 18. Jahrhunderts etablierte sich die Verarbeitung von Baumwolle. Im März 1798 nahmen die Franzosen die Schweiz ein, entmachteten die «Gnädigen Herren» von Bern und riefen die Helvetische Republik aus. Birrwil gehört seither zum Kanton Aargau. Relativ spät erfolgte die Eingliederung ehemaliger Steckhöfe: Der Schwaderhof gehörte bis 1822 zur damals selbständigen Gemeinde Alliswil, der Wilhof wurde erst 1905 vollständig in die Gemeinde Birrwil integriert.
1852 erfolgte die Eröffnung der Seetalstrasse, fünf Jahre später die Gründung der ersten Zigarrenfabrik. Am 15. Oktober 1883 erhielt Birrwil einen Anschluss ans Eisenbahnnetz, als die Seetalbahn das Teilstück zwischen Beinwil am See und Lenzburg in Betrieb nahm. Bis 1930 ging die Bevölkerungszahl um über einen Fünftel zurück und stagnierte danach lange Zeit, ehe sie zu Beginn des 21. Jahrhunderts markant anzusteigen begann. Die Tabakindustrie ist seit 1960 verschwunden, und auch die Landwirtschaft hat nur noch eine geringe Bedeutung. Birrwil hat sich zu einer Wohngemeinde entwickelt, die sich an den grösseren Regionalzentren orientiert.

## Sehenswürdigkeiten

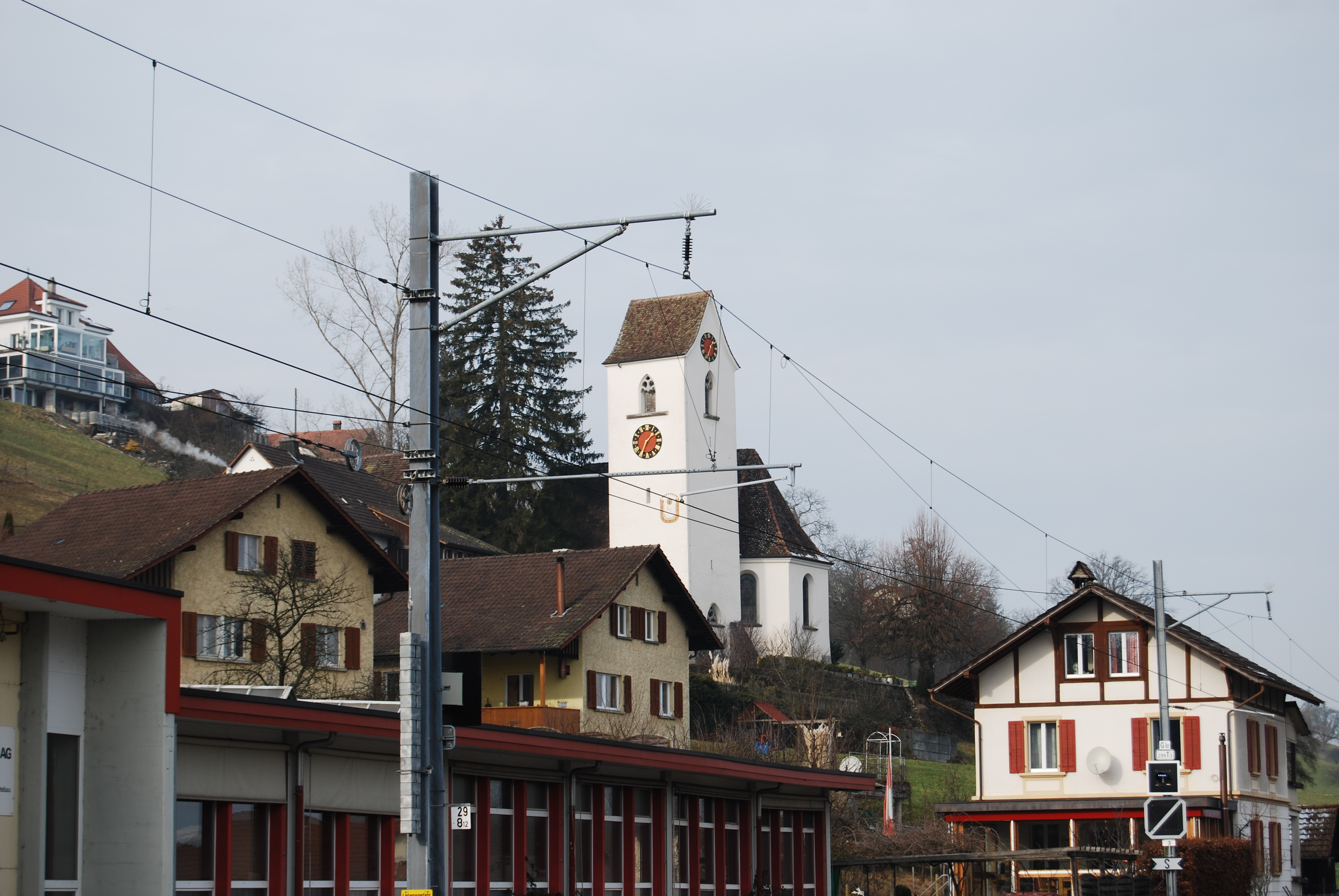
Kirche Birrwil; Sicht aus Südosten (Seetalstrasse)

Die Birrwiler Kirche wurde erstmals 1275 erwähnt und war der Muttergottes geweiht. 1689 brach man das Kirchenschiff mit Ausnahme der nördlichen Längsmauer ab und errichtete ein paar Meter weiter nördlich einen Neubau. Die stehengebliebene Nordmauer bildete nun die Südseite. Der an den Chor angebaute mittelalterliche Kirchturm blieb erhalten. 1791 erhielt die Kirche eine Stuckdecke im Rokoko-Stil. 1925 und 1975/78 erfolgten umfangreiche Renovationen. Bauernhäuser mit hohen Walmdächern im Berner Stil prägen das Ortsbild.

## Wappen
Die Blasonierung des Gemeindewappens lautet: «In Blau über grünem Dreiberg weisse Birne an grünem Blätterzweig.» Das Wappen erschien erstmals auf dem Deckblatt des Kirchenrodels von 1513, die Verwendung der Birne ist auf eine Fehldeutung des Ortsnamens zurückzuführen. Um Verwechslungen mit dem Wappen von Birr zu vermeiden, liess der Gemeinderat 1953 die Farbe der Birne von Gelb in Weiss ändern.

## Bevölkerung
Die Einwohnerzahlen entwickelten sich wie folgt:
| Jahr      | 1653 | 1850 | 1900 | 1930 | 1950 | 1960 | 1970 | 1980 | 1990 | 2000 | 2010 | 2020 |
| Einwohner | 195  | 972  | 850  | 808  | 845  | 880  | 888  | 927  | 923  | 960  | 948  | 1195 |

Am 31. Dezember 2023 lebten 1389 Menschen in Birrwil, der Ausländeranteil betrug 20,7 %. Bei der Volkszählung 2015 bezeichneten sich 40,1 % als reformiert und 19,4 % als römisch-katholisch; 40,5 % waren konfessionslos oder gehörten anderen Glaubensrichtungen an. 93,6 % gaben bei der Volkszählung 2000 Deutsch als ihre Hauptsprache an, 1,1 % Albanisch sowie je 0,8 % Italienisch und Französisch.

## Politik und Recht
Die Versammlung der Stimmberechtigten, die Gemeindeversammlung, übt die Legislativgewalt aus. Ausführende Behörde ist der fünfköpfige Gemeinderat. Er wird im Majorzverfahren vom Volk gewählt, seine Amtsdauer beträgt vier Jahre. Der Gemeinderat führt und repräsentiert die Gemeinde. Dazu vollzieht er die Beschlüsse der Gemeindeversammlung und die Aufgaben, die ihm vom Kanton zugeteilt wurden. Für Rechtsstreitigkeiten ist in erster Instanz das Bezirksgericht Kulm zuständig. Birrwil gehört zum Friedensrichterkreis IX (Unterkulm).

## Wirtschaft
In Birrwil gibt es gemäss der im Jahr 2015 erhobenen Statistik der Unternehmensstruktur (STATENT) rund 270 Arbeitsplätze, davon 9 % in der Landwirtschaft, 10 % in der Industrie und 81 % im Dienstleistungsbereich. Neben wenigen Gewerbe- und Dienstleistungsbetrieben besitzt auch der Tourismus eine gewisse Bedeutung (Ausflugsverkehr auf dem Hallwilersee). Die meisten Erwerbstätigen sind Wegpendler und arbeiten im oberen Wynental (Reinach/Menziken).

## Verkehr
Durch das Dorf verläuft die Hauptstrasse 26 von Lenzburg über Hochdorf nach Luzern. Birrwil besitzt eine Haltestelle an der Seetalbahn der SBB. Ebenso gibt es eine Schiffsanlegestelle der Schifffahrtsgesellschaft Hallwilersee.

## Bildung
Die Gemeinde verfügt über einen Kindergarten und ein Schulhaus, in dem die Primarschule unterrichtet wird. Alle Oberstufen (Realschule, Sekundarschule und Bezirksschule) können in Reinach besucht werden. Die nächstgelegenen Gymnasien sind die Alte Kantonsschule und die Neue Kantonsschule, beide in Aarau.